# Villa Antinori di Monte Aguglioni
Villa Antinori di Monte Aguglioni o Aguglione è una dimora storica italiana, situata in via di Rinaldi, 10, a Scandicci, in località  Rinaldi.

## Storia
La villa sorse come castello dei conti Cadolingi su una delle tante colline, detta Aguglione o Guglione, che dividono le valli del Greve, del Vingone e della Pesa.
Trasformato poi in civile abitazione, l’edificio passò ai Trinciavelli,  dopo numerosi passaggi di proprietà (fu dei Rucchi (1469 ca.), dei Lippi, dei Del Giocondo), venne acquistato dagli Antinori e rimase di loro proprietà sino al 1955, quando la villa passò al conte Sofio di Messina.
A villa Antinori, nel 1934, fu ospitato il politico austriaco Kurt Alois von Schuschnigg, giunto in Italia dopo l'assassinio di Engelbert Dollfuss, ucciso nel corso dell'estate dello stesso anno. Mussolini incontrò il cancelliere ad un ricevimento fastoso dato in suo onore. Oggi la villa è ridotta a fattoria.
Durante il XX secolo la villa fu sottoposta ad una serie di trasformazioni promosse da Nathalie Antinori. Vi si accede attraversando un maestoso viale di cipressi.

## Curiosità
Si racconta che la villa sarebbe stata costruita sui resti della casa del giurista Baldo d'Agugliano, contemporaneo di Dante, menzionato dal Sommo Poeta nella Commedia come villan d'Aguglione.
Nel 1293 Baldo collaborò alla compilazione degli ordinamenti di giustizia contro i Magnati.
Nel settembre del 1311, volendo pacificare gli animi tra Guelfi e Ghibellini, elaborò una riforma che prevedeva un'amnistia per gli esiliati politici, ma il Poeta non rientrò in tale riforma.